# Bandiera centrale sinistra di Horqin
La bandiera centrale sinistra di Horqin (科尔沁左翼中旗S, Kē'ěrqìn Zuǒyì ZhōngqíP) è una bandiera della Cina, appartenente alla regione autonoma della Mongolia Interna e amministrata dalla prefettura di Tongliao.